# Suplex

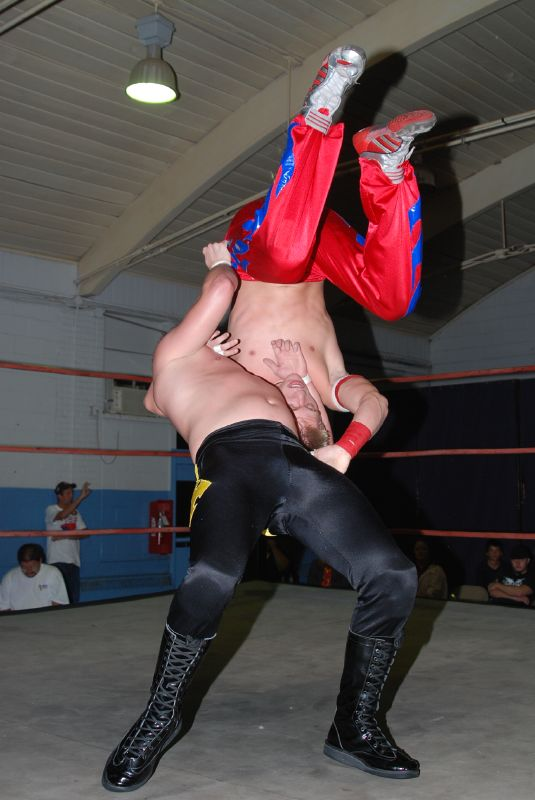
Wrestler aplicando um suplex no adversário.

Nas lutas de wrestling, podendo ser o wrestling profissional ou wrestling amador (Como a Luta livre olímpica ou Luta greco-romana) o suplex é um tipo de um golpe através do qual o lutador levanta o oponente, deixando-o de pernas para cima, seguido de um arremesso ao adversário para trás. Existem muitas variações do golpe, tais quais:

## Variações

### Back Suplex
O wrestler chega por trás do oponente e põe sua cabeça por baixo da axila do rival. Então ele envolve o abdômen do oponente com seus dois braços, o erguendo e o lançando para trás, fazendo com que suas costas atinjam o chão.

#### Belly-to-Back Suplex
Uma variação onde o wreslter faz o mesmo movimento do Back Suplex, porém ele fica atrás do oponente ao invés de ficar ao lado. Uma versão spinning é utilizada por Baron Corbin com o nome Deep Six.

#### Super Back Suplex
O wrestler realiza um Back Suplex a partir do topo de um dos corners.

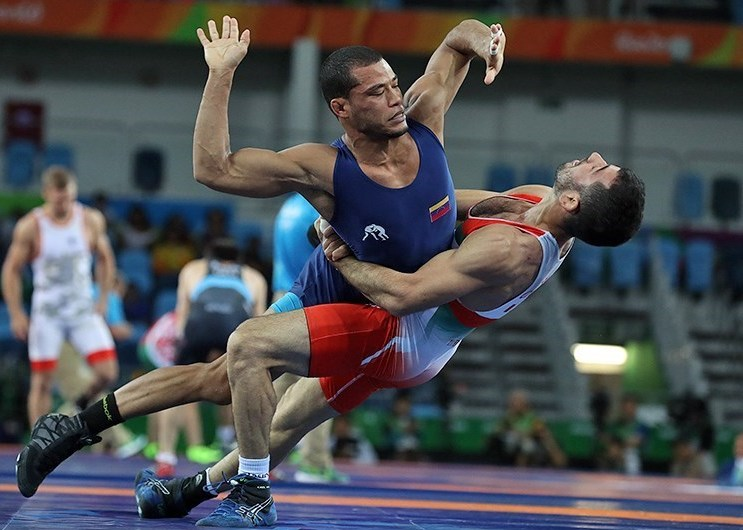
Lutador greco-romano lança seu oponente com um suplex belly-to-back durante as Olimpíadas de 2016.

### Belly-to-Belly Suplex
O wrestler agarra o seu oponente pela frente, envolvendo-o em uma espécie de abraço, em seguida ele o levanta, gira seu corpo para trás e se joga à lona junto com o adversário, fazendo-o bater de costas e sofrendo o impacto. Muito utilizado como parte do arsenal de wrestlers samoanos, como Yokozuna e Rikishi, como também o canadense Owen Hart e os americanos Scott e Rick Steiner.

#### Overhead Belly-to-Belly Suplex
Nessa variante, o wrestler agarra o oponente em um Belly-to-Belly, porém ele o arremessa para trás por cima de sua cabeça, como se fosse um German Suplex. Era muito utilizado por Kurt Angle, The Rock (que executava de uma forma "Snap") e Brock Lesnar.

### Falling Suplex (Brainbuster)
O atacante prepara o Suplex, e após, joga o oponente direto no chão, fazendo-o cair com a nuca ou cabeça. Utilizado normalmente por Eddie Guerrero.

### Fisherman Suplex
O wrestler aplica um Suplex ao oponente, porém ele usa sua mão livre para prender uma das pernas do rival, isso o ajuda na hora de erguer o atingido e melhora a potência do impacto.

#### Spinning Fisherman Suplex
O wrestler faz um Fisherman Suplex, porém ele dá um giro de 180º. Com esse movimento, o wrestler também pode optar por finalizar o golpe com um Neckbreaker.

### German Suplex
Consiste em apertar a barriga do adversário com os dois braços, e arremesá-lo para trás, geralmente batendo com as costas ou cabeça. Golpe bastante usado por Brock Lesnar

#### Spider Suplex
O wrestler põe o oponente sobre o corner de costas para o ringue. Então, ele sobe lá e executa um German Suplex, sendo que ele fica com ambos os pés presos no turnbuckle. Ou seja, enquanto o opoente cai no chão, o usuário ainda fica no corner, podendo subir nele para fazer um Diving.

### Inverted Suplex
Nesse movimento, o wrestler chega por trás do oponente e o agarra pelo pescoço, envolvendo-o pela frente. Ele então põe a mão livre nas costas do rival e o levanta. O usuário se joga no chão e cria uma alavanca que faz com que o adversário gire sobre ele e caia, atrás do usuário, de barriga no chão.

### Northern Lights Suplex
O usuário, de frente para o oponente, coloca sua cabeça abaixo de uma dos ombros do oponente, ao mesmo tempo que encaixa sua mãos na cintura do rival. Ele então se joga para trás alavancando o corpo do oponente para cima, o fazendo girar sobre o usuário, até cair de costas no chão.

### Double Underhook Suplex
Também conhecido como double arm suplex, reverse nelson suplex, double axe handle suplex e butterfly suplex. Neste movimento o lutador agarra os ante-braços de seu oponente enquanto ele está curvado em sua frente pela parte de trás do cotovelo. O lutador então levante o oponente em uma posição vertical de cabeça para baixo, lançando-o para trás e assim ambos caem de costas após o adversário efetuar um Front Flip.

### Sleeper Suplex
Também chamado Tazzmission–Plex, quando usado pelo wrestler Tazz. É um suplex realizado com os dois braços apertando a barriga do oponente dando um impulso, fazendo os dois caírem de costas, que faz o adversário bater com a nuca.

### Wheelbarrow Suplex
Este movimento é realizado quando um wrestler envolve as pernas de um adversário em torno de sua cintura como num "carrinho de mão" e a partir desta posição ele puxa seu oponente para o alto onde o puxo para trás em seguida, o que faz este bater suas costas na lona. No japão este movimento é conhecido como Ocean Cyclone Suplex.

### Delayed vertical Suplex
Esta variação é feita quando o wrestler puxa seu oponente para cima como se fosse aplicar um suplex comum, mas o deixa de cabeça para cima no ar durante vários segundos antes de se lançar de costas contra o tablado. Este movimento é utilizado por lutadores de corpo mais forte, pois dá uma aura de domínio sobre seus adversários.

### Snap Suplex
O usuário prepara um Suplex comum, porém ao invés de erguer o oponente, ele se abaixa e apenas puxa o corpo do rival, o fazendo girar sobre seu

### Standed Suplex
O atacante prepara um Suplex normal, mas, o segura no ar, deixando cair o oponente de costas no chão, de forma que o atacante caia sobre o oponente. Foi popularizado por Bill Goldberg, com o nome Jackhammer.

### Superplex
É um suplex realizado no córner,sendo não só perigoso para a vítima, mas também para o usuário

### Side Suplex
O usuário fica ao lado do oponente e o segura pela cabeça, o deixando numa posição perpendicular ao atacante. Ele então ergue o oponente e o faz girar, caindo  de costas no chão.

#### Gutwrench suplex
O gutwrench suplex envolve um lutador de pé em um lado do adversário travando suas/seus braços ao redor da cintura (perto do braço na frente do adversário com o braço para trás) e levantando ele/ela para cima e batendo ele/ela sobre a lona.

### Teardrop Suplex
Também chamado de Leg Hook Saito Suplex. Nesse movimento, o wrestler segura o oponente por trás, como se fosse fazer um Back Suplex, porém ele coloca uma das mãos na cintura e outra por entre as pernas, encontrando as duas mãos no quadril do oponente. Então o wrestler levanta o adversário e o joga para trás. Esse golpe era muito usado por Shawn Michaels.